# Olosz Katalin
Olosz Katalin (Kovászna, 1940. december 29. –) erdélyi magyar irodalomtörténész, folklorista. Olosz Ella húga, Kicsi Antal felesége.

## Életútja
Középiskoláit Sepsiszentgyörgyön végezte (1957), a Babeș-Bolyai Egyetemen a magyar nyelv és irodalom szakon szerzett tanári diplomát (1963). Pályáját a Marosvásárhelyi Pedagógiai Főiskolán mint gyakornok kezdte (1963-66), majd a Román Akadémia marosvásárhelyi Társadalomtudományi Kutatóközpontjában kutató, illetve főkutató. A Kemény Zsigmond Társaság, EME, Kriza János Néprajzi Társaság, a budapesti Magyar Néprajzi Társaság és a Nemzetközi Magyar Filológiai Társaság tagja.
Első írását Egy újabb Kádár Kata-variáns címmel a Nyelv- és Irodalomtudományi Közlemények (1963/2) közölte. Tanulmányai itt s az Igaz Szó, Művelődés, Korunk, Utunk, Tanügyi Újság, Vörös Zászló, valamint a Studii de Istorie, Filozofie și Istoria Artei, Marisia, Cercetări de Științe Sociale (Marosvásárhely és Bukarest) hasábjain jelentek meg. Ezek közül kiemelkedők: A megjelenítés néhány eszköze a mesemondók nyelvében (Nyelv- és Irodalomtudományi Közlemények1969/1); "Mondjad, édes fiam!" Skót ballada a magyargyerőmonostori népköltészetben (Igaz Szó 1973/2). Feldolgozta a Kemény Zsigmond Társaság népköltészet-gyűjtő ösztönző tevékenységét a Kriza János és a kortársi eszmeáramlatok (Budapest 1982) c. gyűjtemény számára. Román szaklapokban a román folklórnak a magyar népköltészetre gyakorolt hatásáról, a román és magyar népköltészeti hasonlóságokról értekezik. Társszerzésben Turzai Máriával és Silvia Sinnel Contribuția unor periodice progresiste românești și maghiare la cunoașterea reciprocă a valorilor culturale și literare (Marisia 1977) című alatt közölt dolgozata különlenyomatban is megjelent. Szerkesztette a magyar népi líra Ha folyóvíz volnék (Kolozsvár 1982) című antológiáját.
Néprajzi munkásságában új szakasz kezdődött 1989 után. A Kovásznán induló református gyülekezeti lapban, Az Igében Gábor Áron tüzérének, Szabó Sámuelnek az emlékét idézi fel (1991/3), a Magyar peregrináció (Budapest-Szeged 1993) című kötetben a két világháború közti romániai magyar népköltészeti kutatások történetét dolgozza fel; az újrainduló Művelődésben (1994/12) Magyartanítás és néprajzi tájékozódás címmel e tárgykörről értekezik, s az Oláh Miklós-évfordulón elhangzott tudományos dolgozatokat tartalmazó kötetben (De la umanism la luminism Marosvásárhely 1994) Dimitrie Cantemir Moldva-leírásának néprajzi vonatkozásait mutatja be, míg a Vallásos népélet a Kárpát-medencében (Budapest 1995) című kötetben egy felsőtorjai betlehemes játékot ismertet.
A Kriza János Néprajzi Társaság 2. Évkönyve Halál és halhatatlanság a népmesében című tanulmányát közli.

## Főbb művei
- Magyargyerőmonostori népköltészet; szöveggyűjt. Olosz Katalin, dallamgyűjt. Almási István; Irodalmi Kiadó, Bukarest, 1969
- A kecskés ember. Udvarhelyszéki népmesék; Kolumbán István gyűjteményéből vál., bev., jegyz. Olosz Katalin; Kriterion, Bukarest, 1972
- Ha folyóvíz volnék. A magyar népi líra antológiája; vál., bev., függelék Olosz Katalin; Dacia, Kolozsvár-Napoca, 1982 (Tanulók könyvtára, 240.)
- Egy kiállítás emlékképei; Kriza János Néprajzi Társaság, Kolozsvár, 2003 (Kriza könyvek, 16.)
- Víz mentére elindultam. Tudománytörténeti, népismereti írások; Mentor, Marosvásárhely, 2003 (A Kriza János Néprajzi Társaság könyvtára)
- A rókaszemű menyecske. Kovács Ágnes ketesdi népmesegyűjteménye; gond., bev. Olosz Katalin; Kriterion, Kolozsvár, 2005
- Régi erdélyi népballadák; vál., bev., jegyz., utószó  Faragó József, Olosz Katalin; Kriterion, Kolozsvár, 2006
- Szabó Sámuel: Erdélyi néphagyományok, 1863–1884; Szabó Sámuel és gyűjtői körének szétszórt hagyatékát összegyűjt., szerk., bev., jegyz. Olosz Katalin; Európai Folklór Intézet–Mentor, Bp.–Marosvásárhely, 2009
- Ne mondd, anyám, főd átkának. Dimény Mózesné Szabó Anna énekei. Szabéd, 1895–1896; Rédiger Ödön gyűjtését Kanyaró Ferenc hagyatékából bev., jegyz. Olosz Katalin; Kriza János Néprajzi Társaság, Kolozsvár, 2009 (Kriza könyvtár)
- Fejezetek az erdélyi népballadagyűjtés múltjából; Kriza János Néprajzi Társaság, Kolozsvár, 2011
- Erdélyi népballadák és epikus énekek, 1892–1905. Kritikai kiadás; Kanyaró Ferenc hagyatékát összegyűjt., szerk., bev., jegyz. Olosz Katalin; Kriza János Néprajzi Társaság, Kolozsvár, 2015
- Nagyszalontai népballadák és epikus énekek, 1912–1919; szerk., jegyz., tan., Olosz Katalin; Kriza János Néprajzi Társaság, Kolozsvár, 2018 (Kriza könyvtár)
- "Mikor mennek vala a nagy rengetegben". Balladák, gyűjtők, gyűjtemények nyomában; Erdélyi Múzeum-Egyesület, Kolozsvár, 2022 ISBN 978-606-739-209-8